# Deutschordensschloss Kloppenheim

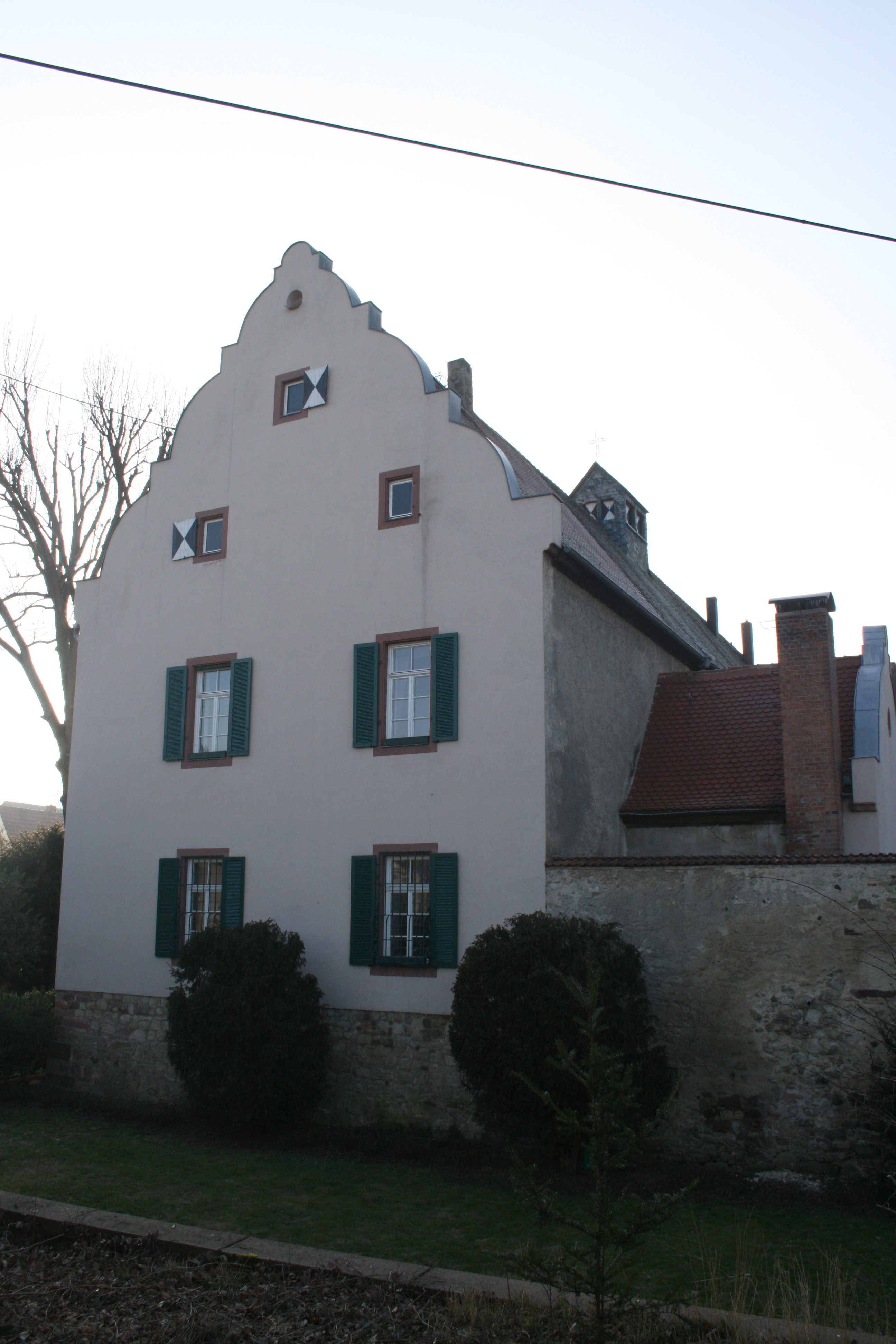
Deutschordensschloss Kloppenheim, Ansicht von Osten.

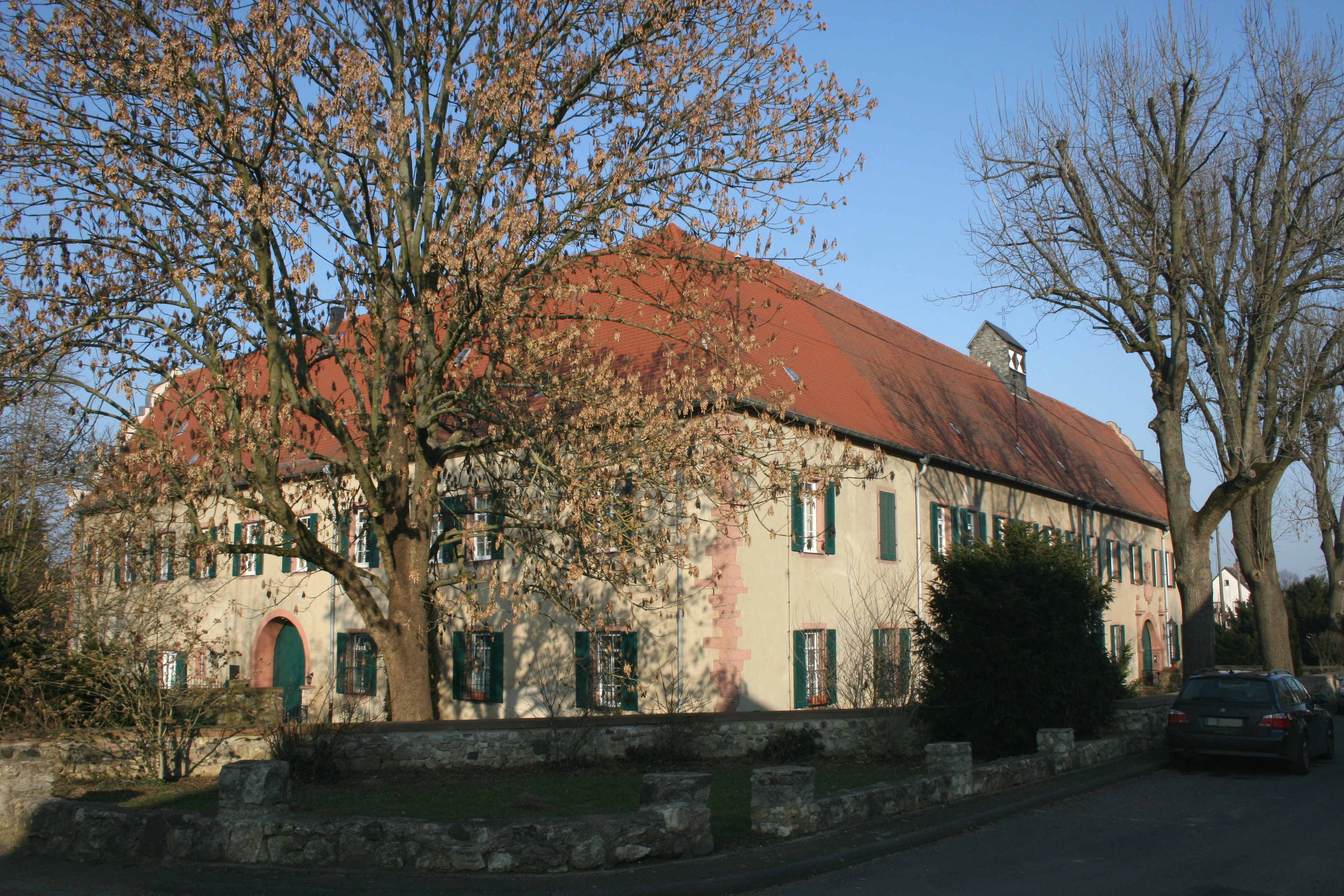
Ansicht des Hauptgebäudes von Südwesten.

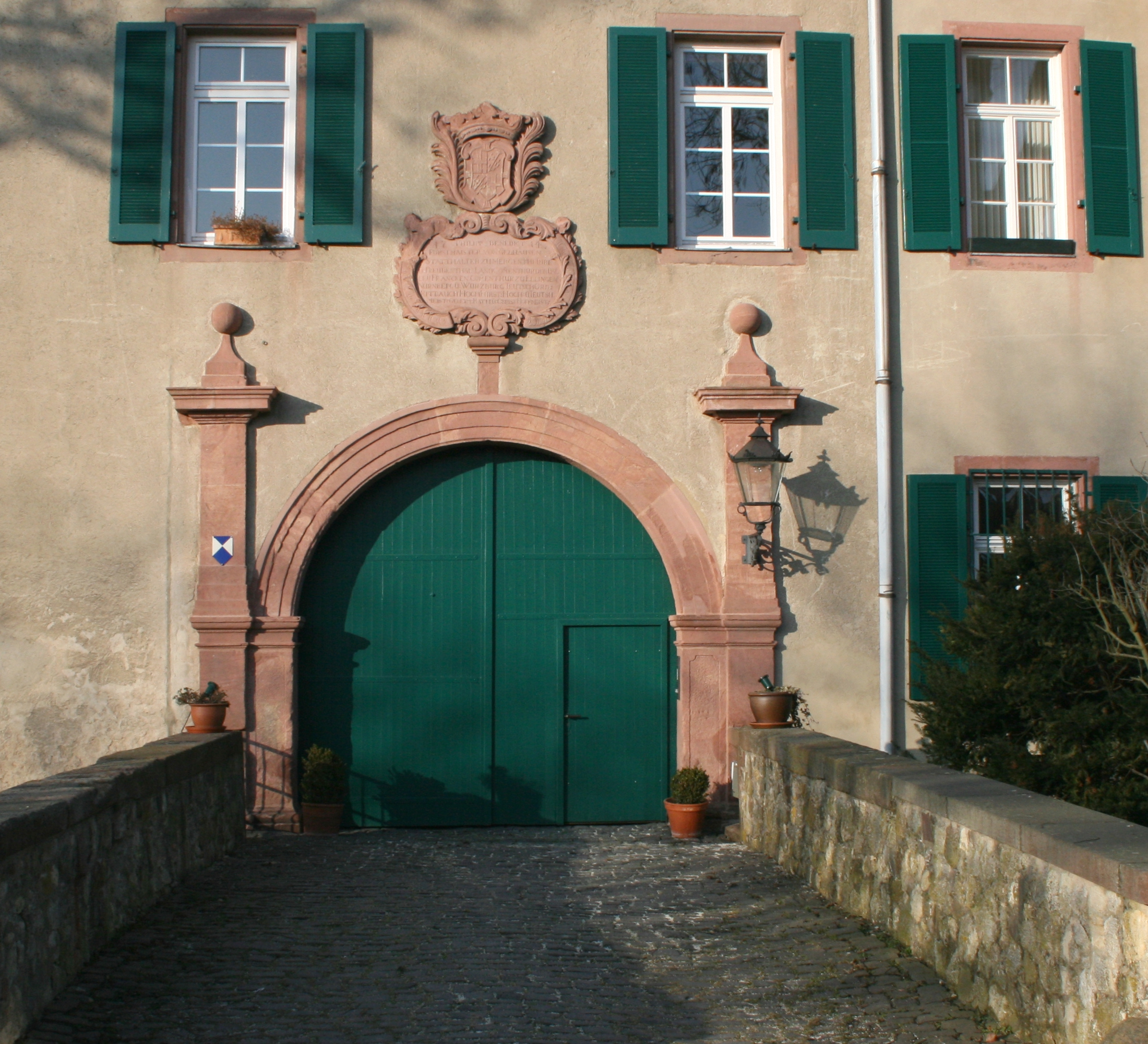
Portal an der Südseite.

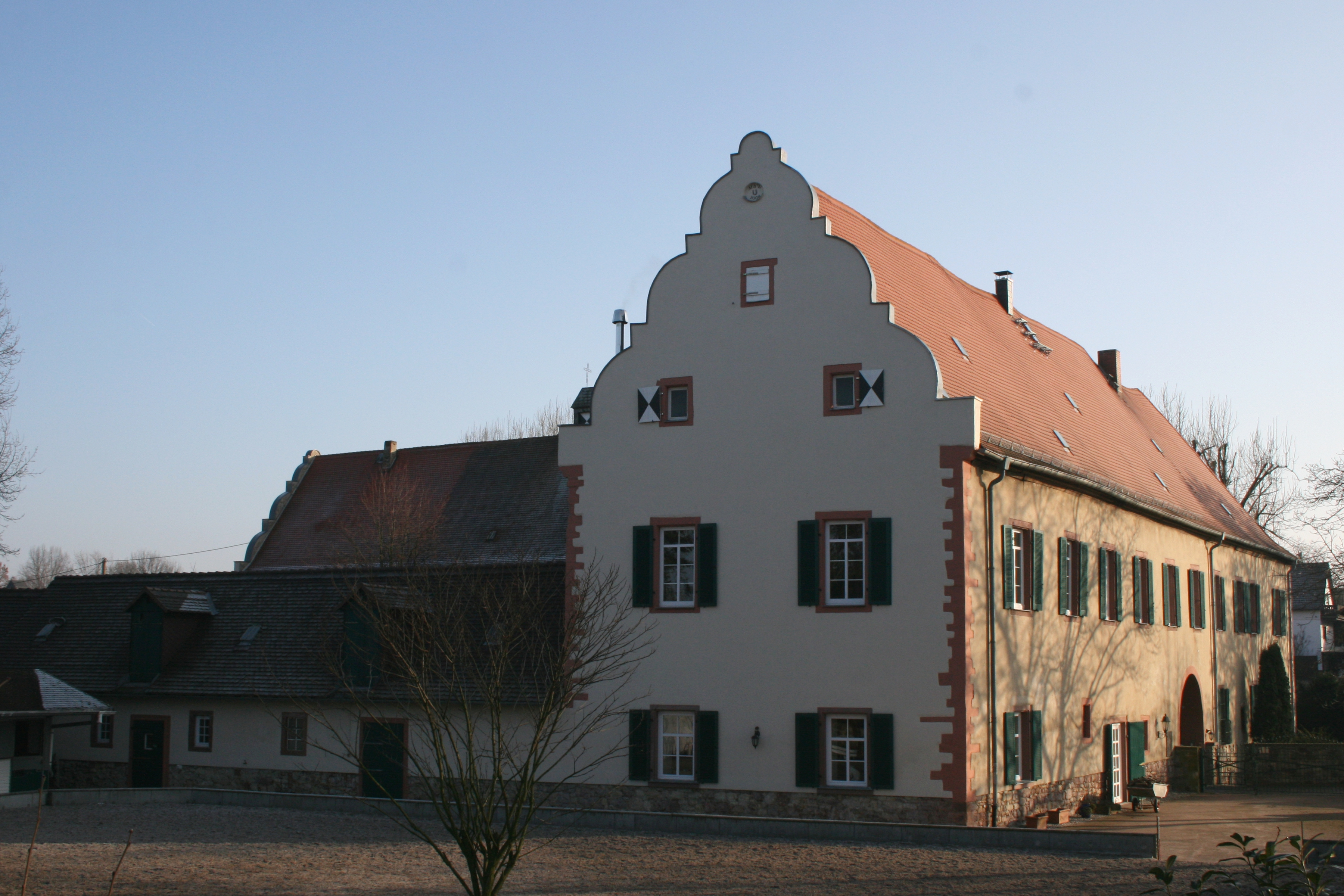
Rückseite mit Nebengebäuden links.

Das Deutschordensschloss Kloppenheim ist ein Schlossbau des 18. Jahrhunderts in Kloppenheim, einem Stadtteil von Karben im Wetteraukreis in Hessen.

## Geschichte
An der Stelle des heutigen Schlosses im Westen des langgestreckten Dorfes Kloppenheim wird eine ältere Burganlage oder ein größerer, möglicherweise auch befestigter Hof des Deutschen Ordens vermutet. Besitz des Deutschherrenordens ist im 792 erstmals erwähnten Ort Kloppenheim seit 1269 fassbar. 1409 wird der Hof selbst zum ersten Mal urkundlich erwähnt.
Dem Orden gelang es 1659 die Zehntfreiheit von der Burggrafschaft Friedberg zu erwerben, zu welcher der Ort Kloppenheim mit dem Freigericht Kaichen gehörte. 1719 konnte der Orden die hoheitlichen Rechte über den Ort gänzlich erwerben. Beinahe gleichzeitig (1718) wurde der Ordensbesitz in eine eigenständige Kommende innerhalb der Ballei Franken umgewandelt. Der Besitzanspruch fand seinen äußeren Ausdruck in der Errichtung des heutigen Deutschordensschlosses 1708–1718 durch den Landkomtur Philipp Benedikt Forstmeister von Gelnhausen (Inschrift über dem Hauptportal) und der weiteren Umgestaltung des Ortes.
Mit der Aufhebung des Ordensbesitzes unter Napoleon fiel das Schloss 1809 an das Großherzogtum Hessen. Bereits zwei Jahre später wurde es an die Grafen von Walderdorff verkauft. 1929 erwarb das Land Hessen das Schloss. Seit den 1960er Jahren befindet es sich wieder in Privatbesitz und wurde in den 1980er Jahren aufwendig restauriert.

## Anlage
Das L-förmige Hauptgebäude fügt sich in die Süd- und Westseite einer älteren quadratischen Burg- oder befestigten Hofanlage ein, von der die Gräben noch sichtbar sind. Es handelt sich um einen zweigeschossigen Bau mit geschweiften Giebeln. Das Hauptportal mit Inschrift befindet sich an der Südseite. Die beiden gegenüberliegenden Seiten bestehen aus eingeschossigen Nebengebäuden.